# Ф'юрі-енд-Хекла

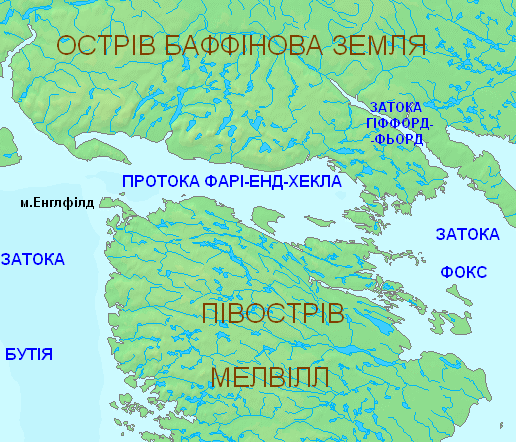
Протока Ф'юрі-енд-Хекла

Ф'ю́рі-енд-Хе́кла (Ф'юрі і Хекла; англ. Fury and Hecla) — протока в Північному Льодовитому океані. Омиває береги Канади.
На заході протока переходить у затоку Бутія, на сході — у затоку Фокс.
Протока роз'єднує острів Баффінова Земля на півночі та півострів Мелвілл на півдні.
У протоці містяться численні дрібні острівці. Це та майже завжди стоячий лід, робить ускладненим рух суден.
Відкрита 1822 року експедицією на чолі з дослідником Вільямом Паррі, який командував військовими кораблями «Ф'юрі» та «Хекла» (на їх честь і названа протока).